# Nods (Doubs)
Nods, era una comuna francesa situada en el departamento de Doubs, de la región de Borgoña-Franco Condado, que el 1 de enero de 2016 pasó a ser una comuna delegada de la comuna nueva de Les Premiers-Sapins al fusionarse con las comunas de Athose, Chasnans, Hautepierre-le-Châtelet, Rantechaux y Vanclans.

## Demografía
| Gráfica de evolución demográfica de Nods entre 1800 y 2013 |
|                                                            |

Los datos demográficos contemplados en este gráfico de la comuna de Nods se han cogido de 1800 a 1999 de la página francesa EHESS/Cassini, y los demás datos de la página del INSEE.